# Guillermo Pardini
Guillermo Pardini (Buenos Aires, 26 de octubre de 1966) es un periodista argentino.
En 2017, se alejó de los medios tras ser denunciado falsamente de violencia de género -por una amante ocasional- y para sobrevivir fue chofer de las App de movilidad. Tras su sobreseimiento, paulatinamente volvió a trabajar, primero en la web de Diario Popular, luego en televisión -"Entrometidos en la Tarde" NET TV, y después en radio -en "Mas allá de todo" por XLFM y en r770, en los ciclos "Rodo 770" y "En el día a día" y también con su propio programa "La Noche Perfecta".

## Trayectoria

### Radio
Comenzó su carrera como productor radial en Radio Rivadavia donde trabajó con figuras como Enrique Alejandro Mancini, Enrique Llamas de Madariaga y Héctor Larrea con quien estuvo seis años. y participó del programa Rapidísimo. Participó de programas como Tarde de Radio con Paulo Vilouta o conduciendo programas propios como Faro Celta. Desde hace varios años y hasta diciembre de 2017 formó parte de la edición radial del programa La cornisa de Luis Majul,  luego renombrado Majul 910 en radio La Red. Desde marzo de 2018 forma parte del programa Magazine 910 que conduce Leo Gentili y con la participación de Tronco por Radio La Red AM 910.

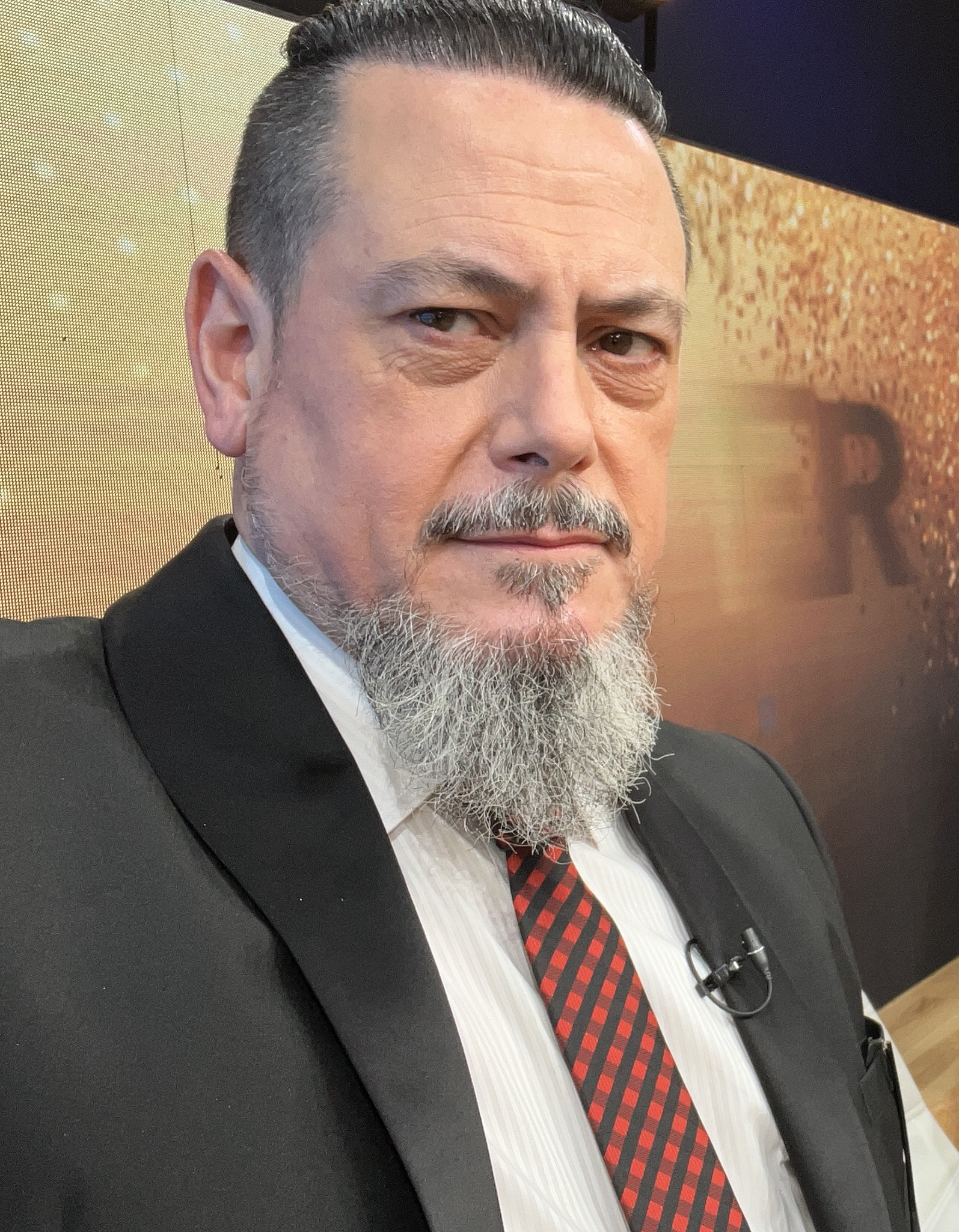
Guillermo Pardini

### Televisión
Debutó en televisión en el programa de ATC, Hetitor en vivo, en 1995. En 1998, formó parte del primer Yo amo a la TV, conducido por Andrés Percivale, compartiendo panel con Jorge Lafauci, Any Ventura y Guillermo Blanc.
En 2001, integra el primer panel del programa Indomables, que más tarde se renombraría como Duro de domar en 2005. Fue el único panelista que no faltó a ninguna temporada del ciclo que pasó por la conducción de Lucho Avilés, Mauro Viale, Roberto Pettinato, Fabio Alberti, Daniel Tognetti y nuevamente Pettinato, quien lo condujo hasta su finalización. El programa cambió su nombre por Duro de Domar
En 2009, Guillermo Pardini integró junto a Any Ventura, Oscar Mediavilla, Laura Bozzo (luego reemplazada por Jorge Lafauci) el jurado de El casting de la tele, conducido por Carla Conte y José María Listorti.
De enero a marzo de 2017 fue panelista del programa Infama en América TV y  a partir de abril del mismo año pasó al programa Confrontados que se emitió de lunes a viernes por El Nueve de Buenos Aires, Argentina.

### Participación en Videoclips
En 2016 participó del videoclip de la canción "El Superhéroe", de la banda de rock argentina Alquímera, en el papel de Superman y Clark Kent.
Ver Video
El Superhéroe” fue nominado a videoclip del año en “Yo te ví 2017”. El concurso Yo Te Vi es organizado por Estudio Urbano -espacio de formación y promoción de la música independiente, que pertenece a la Dirección General de Música del Ministerio de Cultura de la Ciudad de Buenos Aires- y AMIA Joven, con el apoyo del Canal de la Ciudad. En su sexta edición, realizada en septiembre de este año, “El Superhéroe” de Alquímera ha sido uno de los preseleccionados y nominados a videoclip under del año.